# Motivation Radio
Motivation Radio — третий студийный альбом британского прогрессивного рок-музыканта Стива Хиллиджа, записанный и выпущенный в 1977 году.

## Характеристика
«Этот альбом, который можно назвать „Светлая сторона Луны“, погружает слушателя в астральное пространство гладкого и прозрачного звука, похожее на Pink Floyd, только без темной стороны. Идеология нью-эйджа/космоса, не далеко ушедшая от альтернативной реальности Gong, раскрыта наилучшим образом в ключевой композиции альбома — „Saucer Surfing“. Гитарная работа Хиллиджа, как всегда, трансцендентальна, существенным компонентом являются также клавишные Жироди и свежее дыхание барабанов Джо Блоккера».

## Признание
22 октября 1977 года альбом вошёл в британский чарт, где продержался 5 недель, достигнув 28-го места.

## Список композиций
Музыку написал Стив Хиллидж, тексты — Стив Хиллидж и Микетт Жироди, если не указано иное.
Сторона Один
1. «Hello Dawn» — 2:48
2. «Motivation» — 4:07
3. «Light in the Sky» — 4:12
4. «Radio» — 6:13

Сторона Два
1. «Wait One Moment» — 3:25
2. «Saucer Surfing» — 4:28
3. «Searching for the Spark» — 5:38
4. «Octave Doctors» — 3:38
5. «Not Fade Away (Glid Forever)» — 4:00 (Норман Петти[англ.], Глен Хардин)

## Участники записи
- Стив Хиллидж — гитара, синтезатор, вокал
- Малькольм Сесил[англ.] — синтезатор
- Микетт Жироди — синтезатор
- Реджи МакБрайд[англ.] — бас-гитара
- Джо Блоккер — барабаны

## Позиции в хит-парадах
Еженедельные чарты:
| Хит-парад (1977)                 | Высшая позиция | Пребывание в чарте |
| -------------------------------- | -------------- | ------------------ |
| Великобритания (UK Albums Chart) | 28             | 5 недель           |